# Stephanus
 (juin 2018).
Si vous disposez d'ouvrages ou d'articles de référence ou si vous connaissez des sites web de qualité traitant du thème abordé ici, merci de compléter l'article en donnant les références utiles à sa vérifiabilité et en les liant à la section « Notes et références ».
Stephanus (?,† vers 650/700), était un compagnon de Gall de Suisse. 

## Biographie
Stephan fut un compagnon de Gall de Suisse et peut-être même son successeur à la tête de la communauté monastique de Saint-Gall. Il est aussi décrit avec Magulfus comme gardien du tombeau de saint Gall. Son prédécesseur était Magnolad. 